# Botswana Progressive Union
De Botswana Progressive Union (Nederlands: Botswana Progressieve Unie, afk. BPU) is een voormalige politieke partij in Botswana die meedeed aan de algemene verkiezingen van 1984, 1989 en 1994.
De partij werd geleid door Dr. Daniel Kwele (†1991), die eerder lid was geweest van het Botswana National Front (BNF) en de Botswana Democratic Party (BDP).